# Pecorino
Pecorino es el nombre de una variedad italiana de queso curado elaborado a partir de leche de oveja (pecora es «oveja» en italiano).
De las cinco variedades principales de pecorino, teniendo todas ellas el estatus de denominación de origen protegida por la Unión Europea, el pecorino romano es probablemente la más famosa fuera de Italia, especialmente en los Estados Unidos, que ha sido un importante mercado de exportación para el queso desde el siglo XIX. La mayor parte del pecorino romano se produce en la isla de Cerdeña, aunque su producción también está permitida en el Lacio y en la provincia toscana de Grosseto. 
Las otras cuatro variedades DOP son el pecorino sardo de Cerdeña; el pecorino toscano, la variedad toscana del Pecorino Sardo (hecha casi exclusivamente por sardos que emigraron al sur de la Toscana con sus rebaños en la década de los años 1950); el pecorino siciliano (picurinu sicilianu en siciliano) de Sicilia y el pecorino de Filiano en Basilicata. Todos estos tipos se encuentran en varios estilos según el tiempo de maduración. Los quesos más maduros, llamados stagionato («curado», «madurado»), son más duros pero siguen conservando una textura quebradiza y tienen un sabor claro a mantequilla y nuez. Los otros dos tipos, semi-stagionato («semicurado») y fresco tienen texturas más tiernas y sabores más suaves a nata y leche.
En el sur es tradicional añadir granos de pimienta negra o escamas de pimiento rojo al pecorino. Actualmente se añaden muchos otros ingredientes, como por ejemplo nueces, rúcula o trozos diminutos de trufa blanca o negra. En Cerdeña se introducen intencionadamente larvas de la mosca del queso al pecorino sardo para obtener la variedad local llamada casu marzu.
Un buen pecorino stagionato es a menudo el postre de una comida, servido con peras y nueces o rociado con miel de castaño fuerte. El pecorino también se usa a menudo en platos de pasta, y solía ser la opción natural en la mayoría de las regiones italianas, desde Umbría a Sicilia, en lugar del más caro parmigiano reggiano. Sigue prefiriéndose en la actualidad para recetas de pasta de Roma y el Lacio, como por ejemplo pasta con sugo all'amatriciana, pasta cacio e pepe y pasta alla gricia.